# Bleiweiß
Bleiweiß (chemische Formel: 2 PbCO3 · Pb(OH)2), auch Bleihydroxidkarbonat genannt, ist ein basisches Bleicarbonat und seit dem Altertum ein bedeutendes Weißpigment. Das deutsche Wort (von mittelhochdeutsch blīwīz) ist synonym mit lateinisch Cerussa (auch Cerusa).

## Eigenschaften
Bleiweiß ist lichtbeständig, hat eine sehr hohe Deckkraft und abhängig vom Bindemittel einen schönen Glanz. Durch die enthaltenen Blei-Ionen ist es giftig und es dunkelt durch die Bildung von tiefschwarzem Bleisulfid nach. Besonders anfällig dafür ist es in wässrigen Bindemitteln, beispielsweise bei Aquarellen. Schwefelwasserstoff ist in Spuren in der Luft allgegenwärtig und altert das Pigment über längere Zeit. Aus gleicher Ursache ist es ungeeignet für schwefelhaltige Bindemittel und schwefelhaltige Buntpigmente, wie Ultramarin, Zinnober, Auripigment.
Die Giftigkeit von Bleiweiß war bereits in der Antike bekannt. Dieses ursprünglich „einzige“ Weiß verlor an Bedeutung, als von Frankreich ausgehend ab Mitte des 19. Jahrhunderts die Pigmenteigenschaften von Zinkweiß erkannt wurden. Seit dem Beginn des 20. Jahrhunderts kam Barytweiß als Weißpigment zum Einsatz. Es ist aber für die Ölmalerei völlig ungeeignet, da seine optische Dichte (Streukraft) zu nahe bei der des Öles liegt. Seit den 1960er Jahren wird weltweit Titanweiß in großen Mengen produziert. In der Lack- und Kunststoffindustrie hat Bleiweiß keine Bedeutung mehr. Gegenüber Bleiweiß-Künstlerfarben hat Titanweiß mit seinen chemischen und physikalischen Eigenschaften signifikante Nachteile.

## Vorteile und Nachteile im Vergleich zu anderen Weißpigmenten
- Bleiweiß trocknet sehr schnell, da Bleiverbindungen das Aushärten trocknender Öle katalysieren. Titanweiß trocknet abhängig vom Bindemittel langsamer.
- Es kann sich mit der Zeit in Richtung grau und schwarz verfärben. Dieser Vorgang ist begrenzt reversibel.[8]

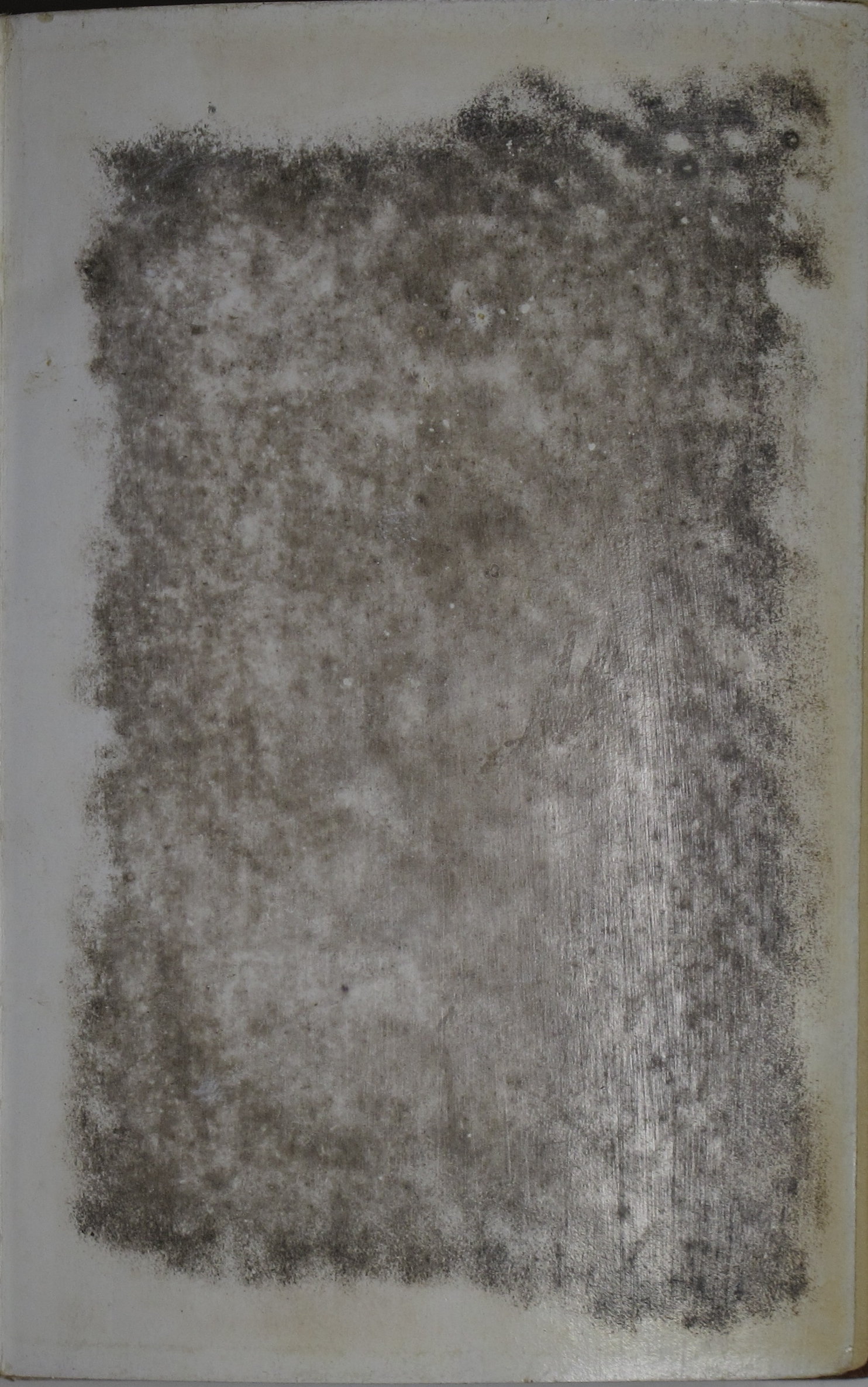
Verfärbung auf einem mit Bleiweiß gestrichenen Papier, Ende 19. Jahrhundert

- Bleiweiß lässt sich hervorragend mit transparenten und deckenden Pigmenten mischen. Die Remission von Bleiweiß sinkt bereits im sichtbaren (blauen) Bereich, es besitzt einen Gelbstich. Titanweiß remittiert bis in den ultravioletten Bereich hin fast völlig, deshalb wirkt es kalt. Auch Buntmischungen mit Titanweiß ergeben kalte Töne.
- Bleiweiß ist wegen seiner Kristallstruktur ein weiches Pigment. Titanweiß ist dagegen (auch abhängig von der Kristallstruktur: Rutil oder Anatas) ein hartes Pigment (Mohs-Härte 6), es vermag trocken auch gehärteten Stahl zu ritzen. Somit lässt sich Bleiweiß besser ausreiben und zu feineren Korngrößen nachbearbeiten. Titandioxid-Pigmente weisen in der Regel eine auf das Bindesystem abgestimmte Oberflächenfunktionalisierung auf. Die Primärteilchengröße liegt bei 220 nm bis 300 nm, so dass in der Regel eine einfache Dispergierung zur Erreichung eines guten Deckvermögens ausreicht.
- Reines TiO2, insbesondere Anatas-Pigment, zeigt unter UV-Einwirkung einen photokatalytischen Effekt. Dies führt zu schnellerer Kreidung. Moderne Titandioxid-Pigmente haben eine Oberflächenveredelung, die diesen Effekt nahezu vollständig unterdrückt.
- Zinkweiß (ZnO) kann ein Ersatz für Bleiweiß sein. In Ölfarben deckt Zinkweiß weniger als Bleiweiß;
- Barytweiß ist für Ölgemälde ungeeignet, weil sich im Gegensatz zu Bleiweiß und Zinkweiß der Brechungsindex von Barytweiß nur wenig vom Öl unterscheidet.
- Zinksulfid (ZnS) hat einen Stich ins Grüne und eignet sich nicht als Ölfarbe.
- Beim Kreideweiß (weicher weißer Kalkstein) liegt der Brechungsindex sehr nahe an dem von Bindemitteln, deshalb wird Kreide als Transparentweiß eingesetzt.

## Herstellung

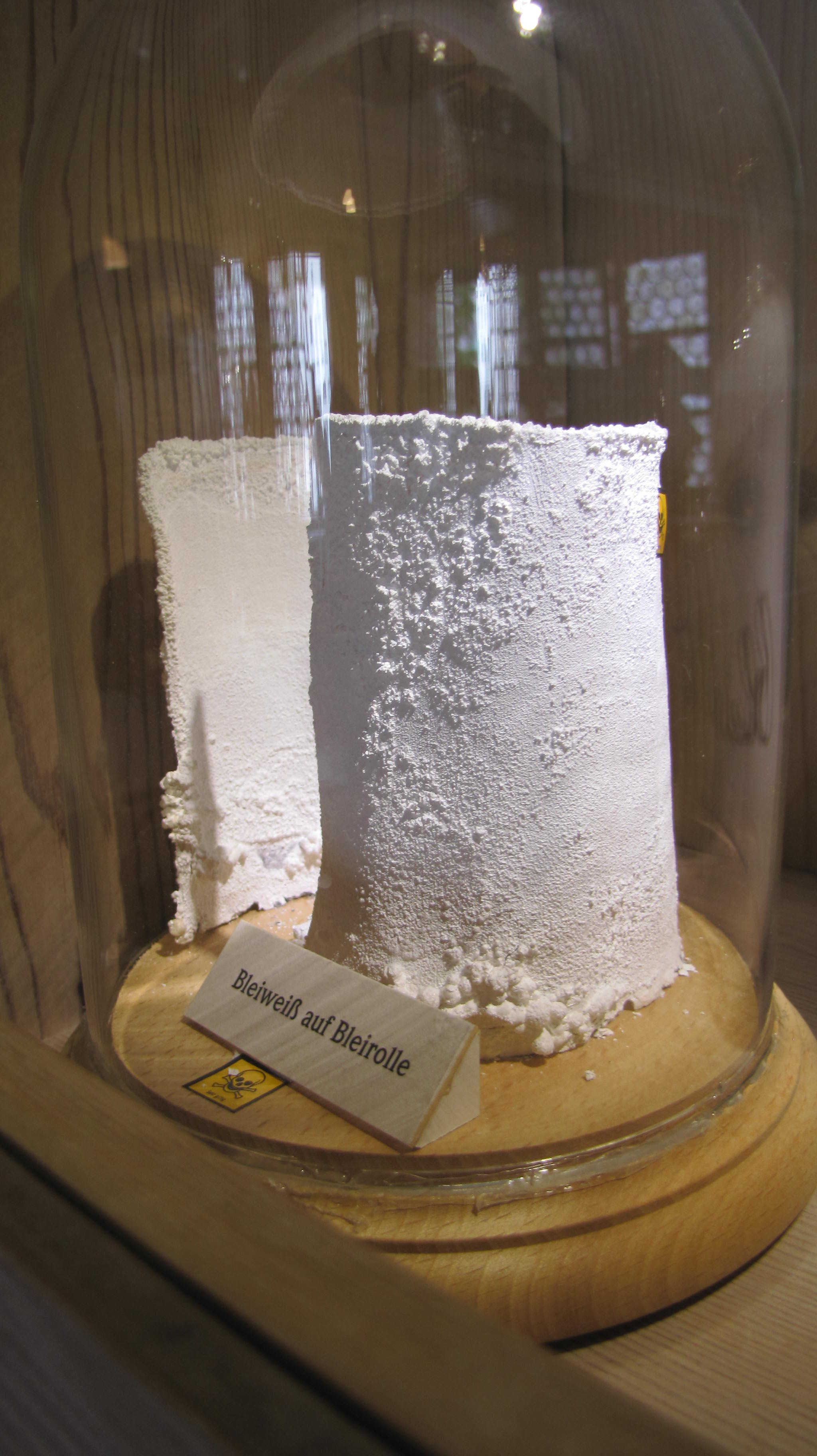
Bleiweiß auf Bleirolle

Bleiweiß ist ein künstlich hergestelltes Pigment, das bei Einwirkung von Essigdämpfen und Kohlensäure auf Blei entsteht. Als seltenes Mineral ist es unter dem Namen Hydrocerussit (ein Bleihydroxycarbonat) bekannt.
In den antiken und mittelalterlichen Schriften wird die Herstellung wie folgt beschrieben: In ein Gefäß werden Bleiplatten oder Bleistücke zusammen mit einer Schale Essig gelegt und dann unter einem Misthaufen, etwa von Pferden, eingegraben. Das Blei ist somit den Essigdämpfen und Kohlenstoffdioxid ausgesetzt und wird durch die Fäulnisprozesse im Mist auf einer konstanten Temperatur gehalten. Nach einigen Wochen bildet sich dann (neben basischem Bleiazetat unter Mitwirkung von Sauerstoff aus der Luft und neutralem Bleiazetat) auf den Bleiplatten eine weiße Substanz, das Bleiweiß. Im Mittelalter wurde jedoch auch eine bereits in der Antike geübte (und bei Dioskurides genannte) Darstellung von Bleiweiß durch Einwirkung auf Bleiplatten ohne Verwendung von Pferdemist als Kohlenstoffdioxidquelle angewendet – ein unvollständiges „holländisches“ Verfahren.
In weiteren historischen Verfahren wird metallisches Blei ebenso der Einwirkung von Essigdämpfen und Kohlenstoffdioxid ausgesetzt. Ein Beispiel ist das holländische Loogenverfahren. Die Loogen sind Oxidationsräume, in denen bis zu zehn Tonnen Bleiplatten, eingepackt in Steinzeugtöpfe, die umgeben von Pferdemist und Lohe sind, für etwa vier Wochen der Einwirkung von Wärme, Essigsäure und Luft ausgesetzt sind. Das Bleiweiß wurde aus den Töpfen geschlämmt, getrocknet und gemahlen. In dem Klagenfurter Verfahren treten Weintrester, Bierhefe oder gärungsfähige Obstsäfte an die Stelle von Essig. Diese Herstellungsmethode verläuft langsamer, soll aber zu einem reiner weißen und besonders lockeren Produkt führen. Auf diese Weise ist das erste so genannte Kremserweiß hergestellt worden. Im Jahr 1839 wurde von Gustav Dietel in Eisenach zum ersten Mal das deutsche Kammerverfahren praktiziert. Dabei werden ca. einen Millimeter dünne, lange Bleilappen in großen gemauerten Räumen auf Holzgestelle gehängt und einer Atmosphäre von Luft, Kohlenstoffdioxid, Wasser- und Essigdämpfen in bestimmter Dosierung ausgesetzt. Das Blei wird zuerst chemisch in basisch-essigsaures Blei und später dann in basisches Bleicarbonat umgewandelt. Der Bleiweißschlamm wird dann gewaschen, gesiebt, getrocknet und gemahlen.
Heute wird Bleiweiß in einem Fällungsverfahren hergestellt, in dem in der Wärme eine Pb(II)-Salzlösung mit CO32− umgesetzt wird. Die Verfahren können im Meyers (erster Weblink) nachgelesen werden.

## Verwendung

### Verwendung in der Malerei

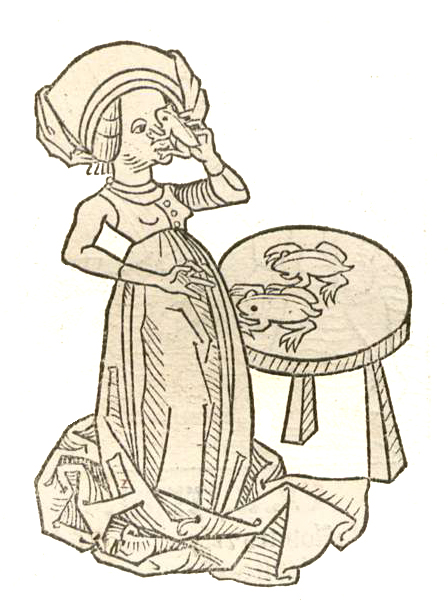
Hortus sanitatis, Mainz 1491. Abb. zum Kapitel Cerusa – Bleiweiß

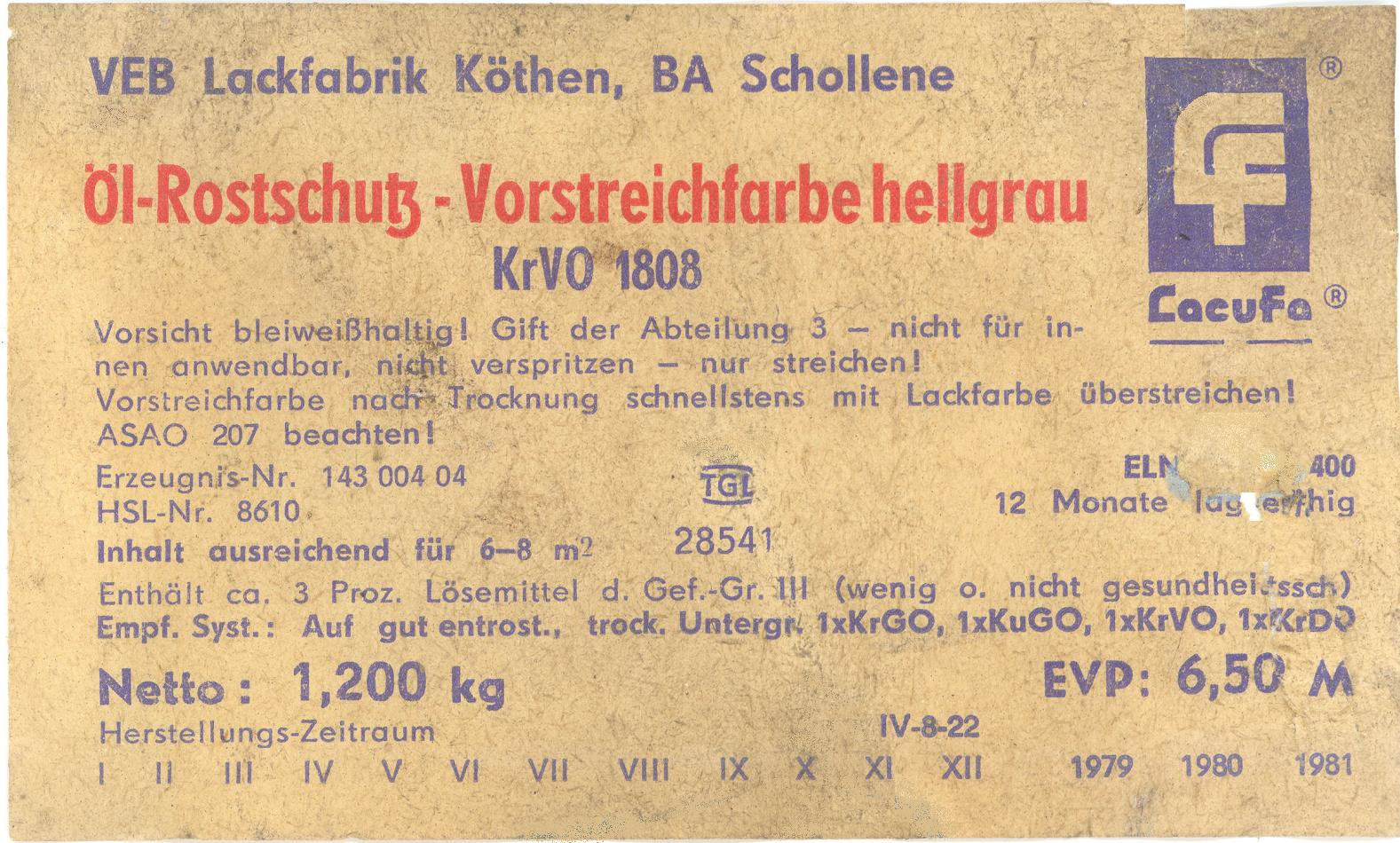
Aufkleber einer Farbdose aus den 1980er Jahren mit einem Warnhinweis vor Bleiweiß

Als Farbmittel wurde Bleiweiß schon in der Antike verwendet und in der Funktion bereits von Theophrast im 4. Jahrhundert v. Chr. erwähnt. Auch Gaius Plinius Secundus (23–79 n. Chr.) erwähnt dieses Pigment. Es taucht ebenso in den mittelalterlichen Rezeptsammlungen des Lucca-Manuskriptes, der wenig veränderten Mappae Clavicula, bei Theophilus’ und Heraclius’ Schriften auf, in denen jeweils metallisches Blei und Essig als Ausgangsmaterial zur Herstellung des auch flos plumbi („Blüte des Bleis“) und gersa genannten Bleiweißes dienten.
Für Malfarben wurde es bevorzugt in der Öltechnik verwendet. Bis ca. 1835 sind Weißtöne in Gemälden fast ausschließlich mit Bleiweiß gemalt worden. Das Pigment wurde auch zum Aufhellen dunkler Farbtöne, zur Darstellung von Licht in Gemälden und natürlich zur Darstellung von Schnee, von glänzenden Oberflächen und weißen Textilien verwendet. Eingesetzt wurde es auch in Aquarellen und Pastellen, vereinzelt sogar in der Wandmalerei.

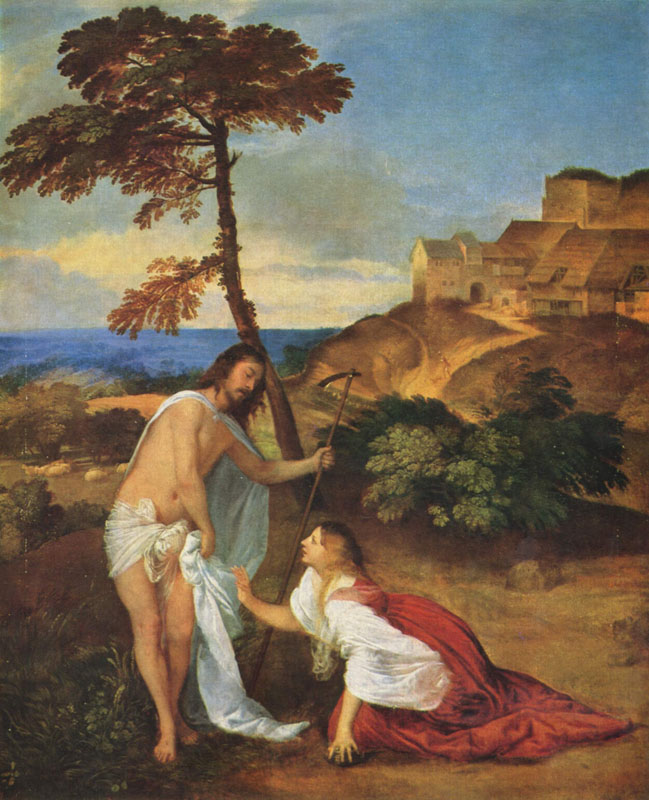
Tizian, Noli me tangere, etwa 1512, National Gallery London

Das Gemälde von Tizian, Noli me tangere, etwa 1512, stellt ein Beispiel der meisterhaften Verwendung von Bleiweiß dar. Der Künstler hat mit reinem Bleiweiß durch Variation seiner Maltechnik vier völlig unterschiedlich aussehende weiße Textilien gemalt.
Heute ist die Anwendung von Bleiweiß aufgrund seiner Giftigkeit verboten, ausschließlich für Restaurierungszwecke darf es noch verwendet werden und wird daher nur unter strengen Auflagen verkauft.
Bleiweiß als Pigment kam unter verschiedenen Bezeichnungen in den Handel, die sich teilweise in den Qualitäten unterschieden. Ursache dafür sind hauptsächlich die Zusammensetzungen, oft wurde es mit (deckschwachem) Barytweiß gestreckt.
- Kremser Weiß, aus Krems
- Holländer Weiß
- Venezianer Weiß, aus Venedig
- Hamburger Weiß, zu Hamburg
- Kremnitzer Weiß, aus Kremnitz
- Schieferweiß
- Perlweiß, Schneeweiß, Silberweiß
- (allgemein als) Deckweiß.

Bleiweiß wurde bis in das späte 20. Jahrhundert in Grundierungsfarben für Holz und in Grundierungs- und Korrosionsschutzfarben für Metalle eingesetzt. Es ist jedoch zu unterscheiden von der roten Bleimennige, die – ebenfalls giftig – beim Glühen von Bleiweiß entsteht und ein typischer Bestandteil von Korrosionsschutzfarbe für Eisen war und auch auf angerosteten Teilen verstrichen werden konnte.

### Nachweis von Gemäldefälschungen
Die Verwendung von Bleiweiß kann durch eine Untersuchung mit Röntgenstrahlen nachgewiesen werden, da Bleiweiß diese sehr stark absorbiert.
Die Herkunft des Bleis kann mit der Untersuchung der Isotopenzusammensetzung festgestellt werden: Während das Bleiweiß, das Maler der niederländischen Gemälde des 17. Jahrhunderts (beispielsweise Jan Vermeer) gebrauchten, aus Blei-Lagerstätten in europäischen Mittelgebirgen gewonnen wurde, kam das Bleiweiß, das in süddeutschen Gemälden des 17. Jahrhunderts eingesetzt wurde, aus Blei-Lagerstätten in den europäischen Alpen. Seit dem 19. Jahrhundert werden Bleierze aus Amerika und Australien eingeführt.
Heute hergestelltes Bleiweiß unterscheidet sich im Gehalt an Spurenelementen von altem Bleiweiß: So zeichnet sich altes niederländisches Bleiweiß durch hohe Silber- und Antimongehalte aus (siehe R. Strauß), während heutiges Bleiweiß, das der Vermeer-Fälscher Han van Meegeren verwendete, weder Silber noch Kupfer enthält. Diese Elemente werden heute bei der Verhüttung von Blei vorher abgetrennt
Fälschungen, für die heute hergestellte Bleiverbindungen als Bleipigmente verwendet wurden, können mit Hilfe der Blei-210-Methode erkannt werden. Das Bleiisotop gehört zur Uran-238-Zerfallsreihe, es zerfällt mit einer Halbwertszeit von 22 Jahren. Diese kurze Halbwertszeit kann man zur Erkennung von Fälschungen der jüngeren Zeit nutzen.
Die Werte des Bildes „Christus und die Jünger in Emmaus“ des Vermeer-Fälschers Han van Meegeren (Polonium-210: 8.5 ± 1.4, Radium-226: 0.8 ± 0.3) entsprachen nicht den Werten, die in den Gemälden der Niederländer der vergleichbaren Jahre 1600–1660 (Polonium-210: 0.23 ± 0.27, Radium-226: 0.40 ± 0.47) gemessen wurden.

### Verwendung in der Medizin und Kosmetik
Von der Antike bis ins 19. Jahrhundert wurde Bleiweiß als Weißpigment in Schminke verwendet.
Spätestens im 12. Jahrhundert (Circa instans) war bekannt, dass die Verwendung von Bleiweiß als Schminkmittel über längeren Zeitraum Gesundheitsprobleme (Zahnschmerzen, Mundfäule und schlechten Atem) verursacht.
Die innere medizinische Anwendung von Bleiweiß wurde nie empfohlen. In Wachssalben, Pflastern und als – etwa bei Avicenna sowie auch deutschsprachigen Autoren des Mittelalters – empfohlene Bleiweißsalbe (unguentum de cerussa) oder Substanz aufgetragen, wurde es seit der Antike (Dioskurides, Plinius) zur Wundbehandlung, gegen Stuhlzwang und gegen Analfissuren verordnet. Die äußerliche Verwendung wurde erst in den 1950er Jahren aufgegeben.

## Gefahren

### Geschichte
- Dass Bleiweiß – oral verabreicht – tödlich wirkt, ist seit der Antike bekannt (Dioskurides, Plinius).
- Im 12. Jahrhundert (Circa instans) war beobachtet worden, dass Personen, die Bleiweiß herstellen, häufig an Lähmungen, Schlaganfall („apoplexia“), Epilepsie und Gelenkerkrankungen (arthetica, vor allem Arthritis, insbesondere Gicht[26]) leiden.
- Weiter war im 12. Jahrhundert (Circa instans) bekannt, dass der fortgesetzte Gebrauch von Bleiweiß als Schminkmittel zu Zahnfäule und Mundgeruch führt.
- Ärzte haben bereits im Jahre 1869 über drei Fälle von Lähmung berichtet, welche durch Anwendung des bleiweisshaltigen kosmetischen Präparates „Laird's Bloom of Youth“ verursacht wurden.[27]

### Aktueller Kenntnisstand
- Bleiweiß ist stark wassergefährdend, auch wenn es nur eine geringe Löslichkeit besitzt.
- Bleiweiß enthaltende Farben stellen ein Risiko zu Bleivergiftung in allen Nutzungsstufen dar, also bei Herstellung, Verarbeitung und dem Recycling damit gestrichener Teile. Gefahrvoll sind dabei Aerosole und Abrieb, die durch die Luft in die Lunge gelangen können.
- Eine andere Gefahr entsteht beim Verbrennen von mit Bleiweiß gestrichenen Gegenständen (zum Beispiel alte Fensterrahmen), fast das gesamte entstehende Bleioxid gelangt in die Rauchgase.